# Okić
Okić is een plaats in de gemeente Karlovac in de Kroatische provincie Karlovac. De plaats telt 55 inwoners (2001).